# Intégrisme (Espagne)
Pour les articles homonymes, voir Intégrisme.

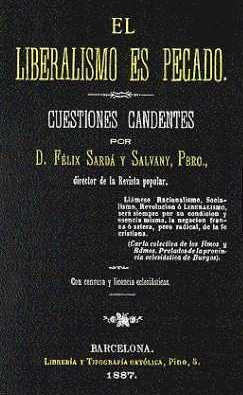
Le libéralisme est un péché, opuscule intégriste de Félix Sardá y Salvany publié en 1884.

L’intégrisme (en espagnol : integrismo) est un courant politique espagnol réactionnaire de la fin du XIXe siècle et du début du XXe siècle. Héritiers de mouvements catholiques ultra-conservateurs tels que les néo-catholiques ou le carlisme, les intégristes représentaient l’aile la plus droitière de l’échiquier politique de la Restauration. Rejetant la tolérance religieuse et défendant un État strictement régi par la doctrine catholique, ils s'opposaient au libéralisme et au système parlementaire, préconisant un représentation « organique ». L’intégrisme s’incarna dans le Parti intégriste (en espagnol : Partido Integrista),,, Parti catholique national (Partido Católico Nacional) ou Communion traditionaliste-intégriste (Comunión Tradicionalista-Integrista), fondé en 1888 par Ramón Nocedal — qui dirigea le mouvement dans un premier temps, avant d’être relayé par Juan Olazábal Ramery — après la scission de son secteur du parti carliste, qui considérait que Charles de Bourbon (Don Carlos, prétendant carliste sous le nom de Charles VII) se montrait conciliant avec le libéralisme,. Son influence s’est toutefois essentiellement manifestée à travers une série d’organes de presse, en premier lieu le journal El Siglo Futuro basé à Madrid,, depuis lequel Nocedal accusa Don Carlos de « trahir les essences du carlisme ».
Certains auteurs carlistes importants comme Manuel Polo y Peyrolón et José Roca y Ponsa soulignent qu’entre les doctrines carliste et intégriste il n’existait aucune différence essentielle et étaient dans le fond une seule et même cause,. En 1906, les intégristes commencèrent à collaborer étroitement avec les carlistes et le 11 janvier 1932, au début de la Seconde République, réintégrèrent la Communion traditionaliste, parti officiel du carlisme,,.

## Origines

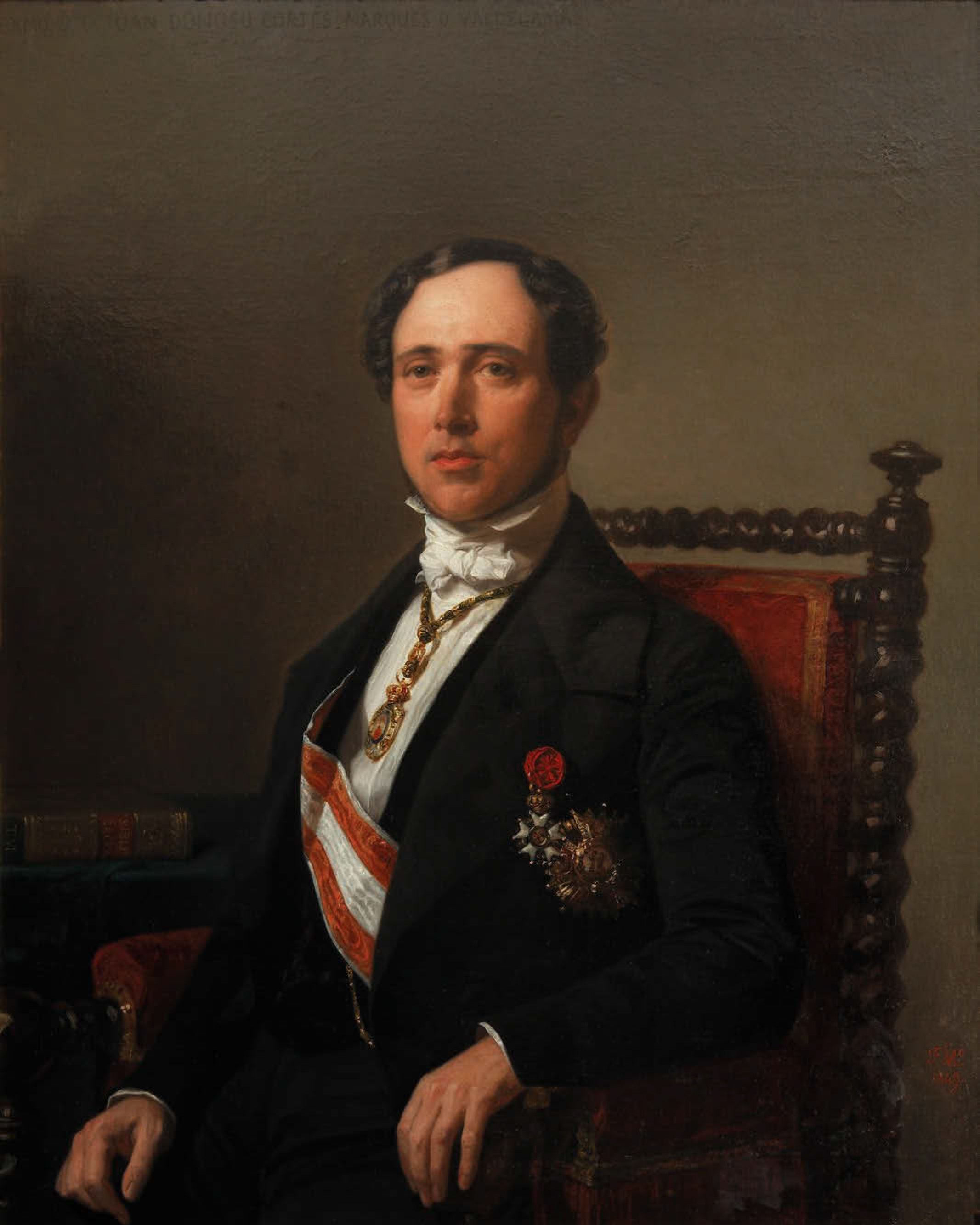
Juan Donoso Cortés

Le rôle de la religion et de l'Église catholique romaine fit l’objet de débats politiques enflammés en Espagne à partir de l'époque napoléonienne, avec des vagues de laïcisation et de désécularisation se succédant sur fond d’une très grande instabilité institutionnelle jusqu’en 1875. Au cours des années de déclin de la monarchie isabelline des années 1860, différentes réformes libérales cherchèrent à limiter encore davantage la position de l'Église, auxquelles s’opposèrent deux groupes politiques, considérés comme prédécesseurs des intégristes.
Les néo-catholiques — ou neos —, sont un mouvement intellectuel apparu au début du règne d’Isabelle II. Leurs pères fondateurs, Juan Donoso Cortés et Jaime Balmes, tentèrent de concilier l'orthodoxie catholique avec un régime de monarchie libérale. Dans les années 1860, menés par des figures comme qu'Antonio Aparisi, Cándido Nocedal, Francisco Navarro Villoslada, Gabino Tejado et Ramón Vinader, les neos cherchèrent à sauver le règne vacillant d'Isabelle II en construisant un grand parti catholique ultraconservateur. Leur projet s'effondra lors de la révolution de 1868 ; au début des années 1870, ils assumèrent l’idée qu’il n’était pas possible de s’opposer au libéralisme dans une monarchie constitutionnelle et qu'une réponse plus radicale était nécessaire. 
Le carlisme a émergé en tant qu'opposition ultracatholique, anti-libérale et fanatique à la monarchie Isabelline. Revendiquant une branche alternative des Bourbons au trône d’Espagne, les carlistes, dirigés nominalement par des prétendants successifs, tentèrent à plusieurs reprises de renverser Isabelle II par des insurrections militaires. Contrairement aux néocatholiques, ils refusèrent d’emblée les règles de la monarchie constitutionnelle et prônèrent une monarchie pré-moderne basée sur l’unité catholique, suivant le modèle de la société d'Ancien Régime. Leur corpus idéologique comprenait également la défense des institutions régionales traditionnelles et le maintien des fors. Alors que les neos étaient principalement un groupe d'intellectuels urbains, le carlisme était alimenté par le catholicisme populaire et rural, qui dominait certaines régions d'Espagne,.

## 1870–1888: Émergence
Le Sexennat démocratique (1868-1974), qui vit se succéder la révolution de 1868, le bref règne d'Amédée Ier, la Première République et, surtout, une autre vague de libéralisme prônant la sécularisation, rapprocha les néo-catholiques et les carlistes. À partir de 1870, les premiers, dirigés par Antonio Aparisi Guijarro, commencèrent à rejoindre les structures politiques du carlisme et abandonnèrent leur projet politique propre. À la suite de la défaite légitimiste à l’issue de la troisième guerre carliste en 1876, de nombreux leaders carlistes s’exilèrent ou furent contraints de vivre dans la clandestinité, et les anciens néocatholiques, qui en général n’étaient pas compromis par une action militaire, commencèrent à émerger comme les principaux porte-paroles du carlisme semi-légal.

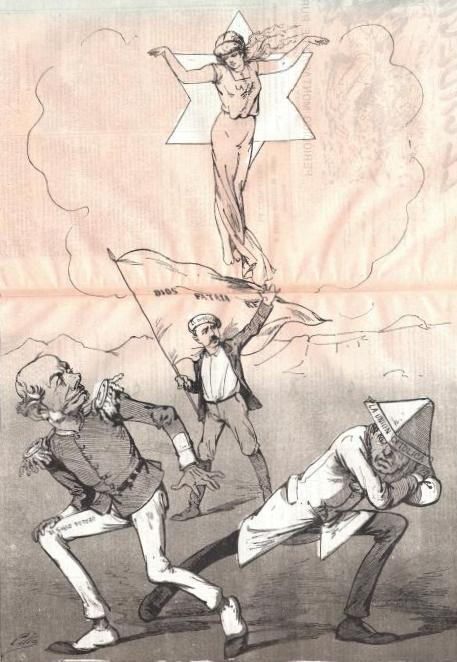
El triunfo de La Fé (le triomphe de la foi), caricature publiée dans l’hebdomadaire La Cabecilla le 9 mars 1884.

Après la mort d'Aparisi, la direction du groupe fut assumée par Cándido Nocedal — pendant la guerre il avait été un représentant carliste de premier plan sur le territoire contrôlé par la République —. Dès 1875, il fonda à Madrid le journal El Siglo Futuro, qui devint rapidement une tribune de presse combative, sous la forme d’un journal catholique orthodoxe, avec de clairs penchants carlistes. Au sein du carlisme, Nocedal représentait la tendance connue sous le nom d’inmovilismo (« immobilisme ») ou de retraimiento (« retrait (parlementaire) »), prônant l'abstention dans la vie politique officielle et cherchant à mobiliser uniquement sur des bases catholiques, comme lors du grand pèlerinage à Rome en 1876,. L'emportant sur le groupe concurrent connu sous le nom d’aperturistas (« ceux prônant l’ouverture »), Nocedal fut officiellement nommé représentant politique du prétendant en 1879 et focalisa résolument les activités carlistes sur les questions religieuses,. L'opposition aux pidalistas — les traditionalistes qui, guidés par le principe de l'unité catholique, acceptèrent le projet de Restauration au début des années 1880 — contribua à conforter les nocedalistas dans une posture d’intransigeance religieuse,, qui devait se refléter dans un autre pèlerinage, prévu pour 1882.
La ligne adoptée par Cándido Nocedal et son fils Ramón suscita une opposition au sein du carlisme ; beaucoup de ses grands noms s’inquiétèrent du leadership autoritaire des Nocedal et de la stagnation du mouvement, imputable à leurs yeux à une intransigeance inefficace et une apparente marginalisation des autres courants idéologiques carlistes traditionnels. Le conflit prit rapidement la forme d’une guerre journalistique entre El Siglo Futuro et d’autres périodiques comme El Fénix (es) ou La Fé (es), généralement fondée sur des motifs religieux, chacun prétendant représenter la foi authentique et dénonçant ses adversaires comme des usurpateurs arbitraires. L’affrontement prit un nouveau tournant lorsque Cándido Nocedal mourut en 1885 et que son fils Ramón ne fut pas nommé pour lui succéder, ; les années précédant 1888 avaient été marquées par des luttes internes, la désintégration et la paralysie croissante du carlisme,,.

## 1888: Rupture
En 1888, les escarmouches habituelles entre les journaux carlistes s’intensifièrent soudainement lorsque le prestige du prétendant se trouva mis en cause. Nocedal refusant de changer de posture, Don Carlos l'expulsa du carlisme en août. Nocedal et ses partisans fondèrent leur propre formation politique, bientôt connue sous le nom d'intégrisme. Selon le point de vue traditionnel, la rupture de 1888 résulte principalement des ambitions démesurées attribuées de Nocedal ou tout au plus d’un conflit de personnalités,, mais la plupart des chercheurs actuels s'accordent à dire que le conflit idéologique a constitué une composante importante, voire promordiale, de la sécession,.
La plupart des études sur le sujet placent la religion au cœur du conflit. Certains expliquent les dissensions comme fruit du développement de deux conceptions du carlisme, la ligne défendue par Nocedal visant clairement à cristaliser le mouvement autour des questions religieuses, en réduisant les autres thématiques — monarchiques, dynastiques et fueristas — à des rôles secondaires, tandis que le prétendant souhaitait maintenir un équilibre entre toutes les composantes de l'idéologie traditionaliste. Les carlistes accusèrent les intégristes de transformer le parti en action apostolique, tandis que les intégristes accusaient les carlistes de trahir les principes traditionalistes

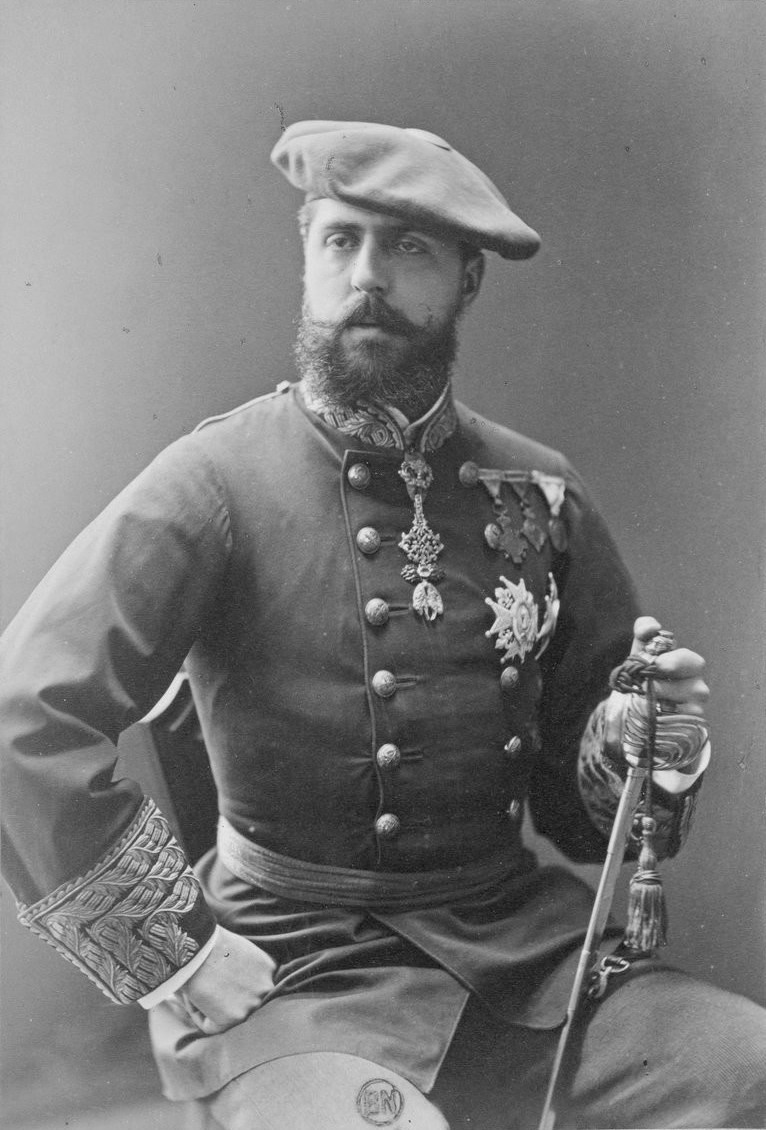
Le prétendant carliste Charles VII.

Une autre théorie cherche à expliquer la situation en comparant le cas espagnol au contexte européen, et met en évidence les changements en cours dans cet espace : après le premier concile du Vatican, l’ultramontanisme prit le dessus dans le camp catholique sur les formations politiques plus conciliantes, tandis qu’en France Louis Veuillot définit une nouvelle approche populaire intransigeante. De ce point de vue, le schisme intégriste ne serait rien d'autre qu'une manifestation locale espagnole de cette tendance. Cette théorie, définissant l’intégrisme émergeant comme un particularisme religieux en quête d’hégémonie, jouit d'une écho limité.
Une autre approche définit les deux partis non pas comme des tendances concurrentes au sein du carlisme, mais comme des groupes politiques entièrement distincts qui, entre 1870 et 1888, formèrent une alliance temporaire et précaire
. Selon cette analyse, le groupe axé sur la religion a toujours été clairement distinct du carlisme. Dans une version partisane, en ligne avec le Parti carliste actuel — qui tend à présenter le carlisme comme un mouvement « socialiste auto-gestionnaire » —, des traditionalistes réactionnaires s'étaient infiltrés dans le Carlisme populaire et pré-socialiste, qui réussit ensuite à se débarrasser des intrus.
Les perspectives mentionnées ci-dessus ouvrent la voie à des interprétations différentes de ce qu'était l'intégrisme et de la façon dont son rôle devrait être perçu : branche dérivée du carlisme, incarnation de l'ultraconservatisme catholique espagnol de la fin du XIXe siècle ou manifestation espagnole d'un phénomène européen plus large connu sous le nom d'ultramontanisme.

## 1889–1907: Leadership de Ramón Nocedal

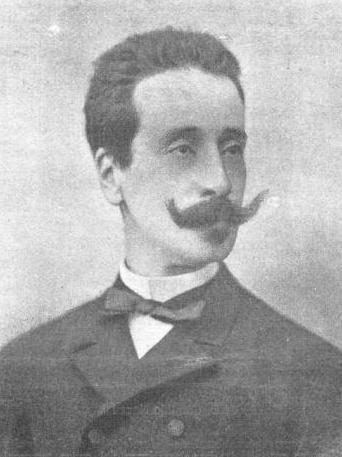
Ramón Nocedal.

La scission des nocedalistas n'eut pas un très gros impact sur les rangs du carlisme, la majorité des militants restant fidèle au prétendant « Charles VII ». Cependant, une grande partie des dissidents comptaient parmi les intellectuels les plus éminents du mouvement ; ils étaient également très présents dans les comités de rédaction, si bien qu’une impressionnante série de périodiques rejoignit leur cause ; au Pays basque, tous les titres carlistes abandonnèrent le prétendant pour l’intégrisme,.
Ils fondèrent une nouvelle organisation, à l’origine nommée Parti traditionaliste,, qui devint en 1889 le Parti intégriste espagnol,. Bien qu’en 1889 le parti fût rebaptisé Parti catholique national, le groupe fut couramment appelé — y compris en son sein — les intégristes. Le parti était organisé en comités ou juntes (juntas) régionales, coordinées par un comité central. En 1893, la direction collégiale du parti fut dissoute et remplacée par un commandement individuel assuré par Nocedal, illustrant sa volonté d’emprise personnelle sur le mouvement intégriste
Au départ, la dynamique du mouvement était principalement alimentée par une hostilité mutuelle et extrêmement virulente envers les carlistes, débouchant occasionnellement sur des violences physiques comme au théâtre Olimpia de Barcelone en novembre 1888. Dans les années 1880 résolus à ne pas participer au système politique de la Restauration, les intégristes abordèrent lors de la décennie suivante les élections principalement comme un champ de bataille contre le carlisme, formant parfois des alliances électorales y compris avec leurs ennemis jurés, les libéraux, si cela permettait de provoquer la défaite des carlistes,. Les rapports entre les deux groupes évoluèrent au tournant du XXe siècle, lorsque les comités intégristes et carlistes locaux commencèrent à conclure des accords électoraux provinciaux ; au début du XXe siècle, il n'était pas rare que les candidats des deux partis soient élus grâce à un soutien mutuel,.

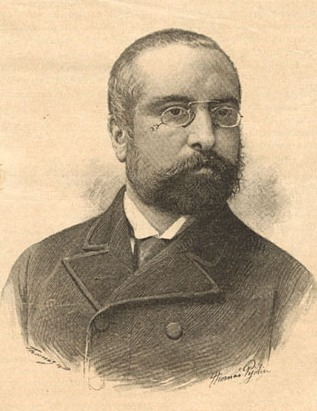
Arturo Campión.

Sous la direction de Nocedal, les intégristes ont remporté la plupart du temps 2 sièges aux Cortès (en 1891, 1893, 1903, 1905), avec aucun mandat à deux reprises (1896 et 1899) et 3 mandats en 1901. Bien que l'intégrisme se veuille un mouvement politique national, il s'avéra vite que le parti ne bénéficiait d'un soutien consistant que dans le croissant s'étendant au nord-est, incluant la Vieille-Castille, le Pays basque, la Navarre, l'Aragon et la Catalogne, avec un solide bastion dans la province basque du Guipuscoa, et en particulier le district d’Azpeitia, qui devint en quelque sorte le fief politique des intégristes,,.
L’intégrisme échoua à devenir un parti national fort. Sous la direction de Nocedal, les intégristes de la ligne majoritaire se replièrent dans une posture intransigeante. Refusant de reconsidérer le projet, ils pensaient que il était de leur devoir moral de représenter les valeurs chrétiennes orthodoxes et de combattre le libéralisme à tout prix. D'autres militans se montraient moins radicaux mais ne parvinrent pas à dominer le mouvement si bien que le parti dut faire face à des vagues de défections successives. Dès 1893, Juan Orti y Lara et le marquis de Acillona préconisèrent de changer la ligne idéolodique de la formation pour constituer une alliance catholique plus lâche ; ils quittèrent le parti après avoir vu leur proposition rejetée. Peu de temps après, Nocedal expulsa le groupe qui soutenait Arturo Campión, une autre personnalité forte temporairement associée à l'intégrisme,. À la fin des années 1890, l'intégrisme fut atteint dans son bastion du Guipuscoa, le départ de dissidents entraînant la perte du journal provincial El Fuerista,,. En 1899, le mouvement fut secoué par une affaire ayant éclaté autour de la figure du jésuite Segismundo Pey Ordeix, qui se solda par l'expulsion de ce dernier,.

## 1907–1932: Leadership d’Olazábal

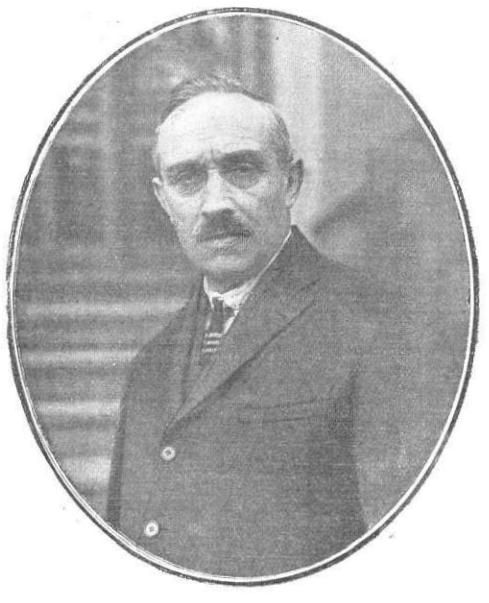
Juan de Olazábal Ramery.

Certains contemporains pensaient que l’intégrisme mourrait avec Nocedal, une opinion qui reflétait son immense influence personnelle sur le parti mais qui sous-estimait le potentiel de mobilisation de l'ultraconservatisme militant espagnol catholique. La direction du parti fut assumée par un triumvirat,, présidé par Juan Olazábal Ramery. En 1909, il fut élu chef officiel, et resta fidèle à la ligne de Nocedal, bien qu’avec un style de leadership différent. Privé du charisme de Nocedal, Olazábal résidait dans la province de Saint-Sébastien, loin de la grande politique nationale. Il ne concourut pas aux élections générales et c'est le député porte-parole de la minorité, Manuel Senante, qui agit en tant que représentant du parti à Madrid et à qui l’on confia la gestion d’El Siglo Futuro, Olazábal se concentrant sur sa publication  La Constancia et les problèmes locaux du Guipuscoa. Enfin, lors des négociations politiques avec d'autres partis, il autorisait parfois les autres à représenter le Parti catholique national.
Malgré une base sociale qui se réduisait graduellement et une perte continue de force entre 1910 et 1914, l'Intégrisme sembla revigoré grâce à une nouvelle génération de jeunes militants guipuscoans qui lança sa branche jeunesse, Juventud Integrista (« Jeunesse intégriste »), et le parti encouragea l'émergence de ses propres syndicats catholiques. Cependant, le mouvement n'évolua finalement pas selon ces nouvelles lignes de mobilisation populaire et resta fidèle à sa formule traditionnelle. Il obtint deux députés aux élections de 1907, 1910 et 1914 puis un seul —  — lors des scrutins suivants — 1916, 1918 et 1919, 1920, 1923 —, dans l’immanquable circonscription d’Azpeitia remportée par Senante. En 1923, les intégristes saluèrent le coup d'État qui mit fin à ce qu’il considéraient comme une monarchie libérale décadente en instaurant une dictature, mais perdirent vite toute illusion sur les chances de Primo de Rivera de mener l’Espagne vers un nouveau régime traditionaliste. Le Parti catholique national fut dissous par le régime et ses dirigeants refusèrent de participer aux structures officielles du primorivérisme. À la suite d'une autre vague de défections, pendant la dictature de Berenguer, l'Intégrisme refit son apparition sous le nom de Comunión Tradicionalista-Integrista, qui maintint des branches locales dans presque toutes les provinces espagnoles et connu même dans certaines d’entre elles une sorte de renaissance
 ; lors de la dernière campagne électorale de la monarchie, les élections municipales d'avril 1931, les intégristes remportèrent quelques sièges dans la région basco-navarraise et quelques autres en Catalogne et en Andalousie.

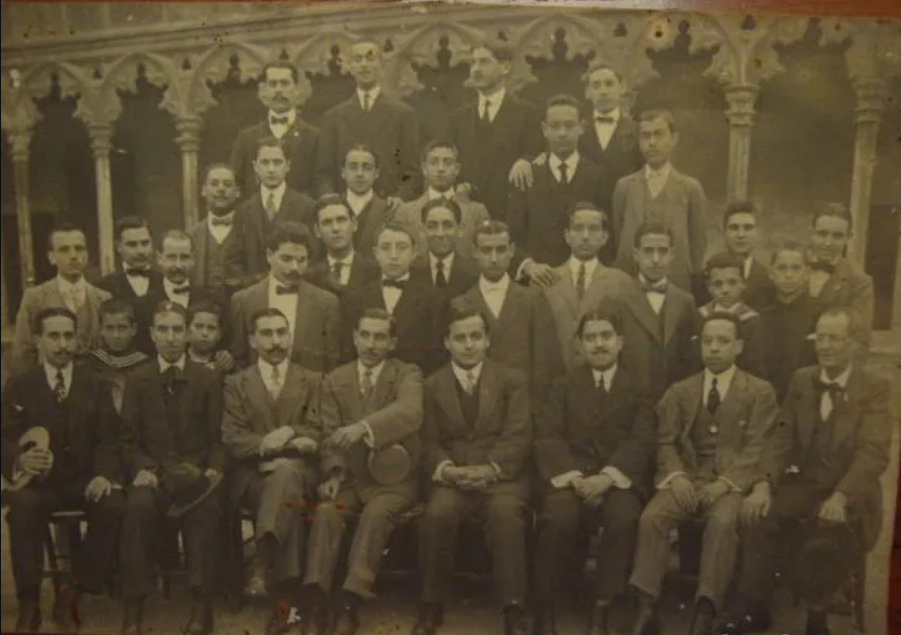
Membres du Parti intégriste de Majorque dans les années 1920.

Dans le camp des catholiques conservateurs orthodoxes, l'avènement de la Seconde République espagnole en 1931 eut des conséquences similaires à celles qui avaient suivi la révolution de 1868. En réaction au militantisme révolutionnaire sécularisateur, différents secteurs contre-révolutionnaires de l’extrême droite s’unirent en mettant de côté leurs divergences. Aux élections générales de 1931, les intégristes conclurent plusieurs alliances locales, permettant à 3 candidats du mouvement d’obtenir un mandat parlementaire. La séparation entre les intégristes et divers groupes chrétiens-démocrates étant trop grande, les premiers se rapprochèrent finalement du carlisme — comme l’avaient fait les néocatholiques 62 ans plus tôt —. Attirés par sa religiosité également anti-moderne, traditionnelle et fanatique, les intégristes décidèrent d'oublier leur posture accidentaliste et, début 1932, toujours dirigés par Olazábal, rejoignirent le parti officiel et uni du carlisme, la Communion traditionaliste.

## Après 1932

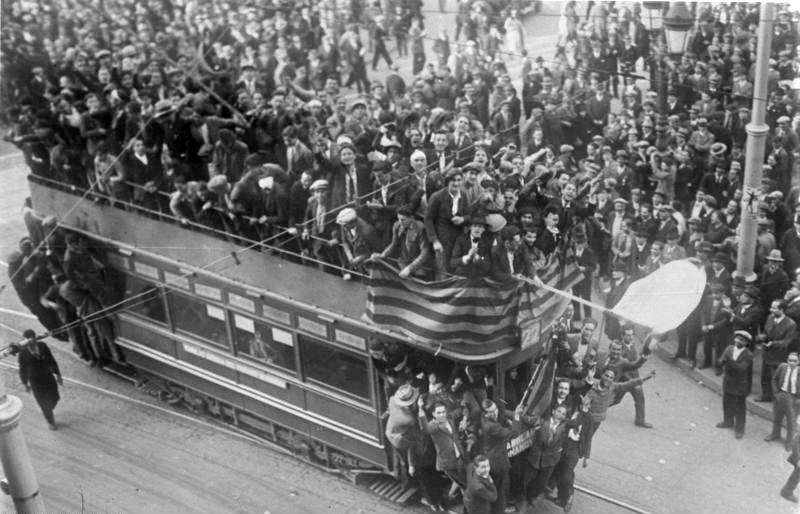
Proclamation de la République à Barcelone.

Bien que l'Intégrisme ait cessé d'exister en tant qu'organisation politique distincte en 1932, d'anciens intégristes restèrent politiquement actifs. Après 1934, ils furent en effet surreprésentés dans l'exécutif carliste : Manuel Fal Conde devint le leader politique du carlisme, José Luis Zamanillo assuma la direction de sa section paramilitaire la plus dynamique, le Requeté, José Lamamie de Clairac devint secrétaire général, Manuel Senante resta rédacteur en chef d’El Siglo Futuro, désormais un quotidien carliste semi-officiel, Domingo Tejera (es) continua de diriger un important quotidien intégriste andalou, La Unión (es), et quelques anciens intégristes entrèrent au Conseil de la Culture, un organisme chargé de la diffusion de l'idéologie carliste. Avec le nouveau prétendant, Alphonse-Charles de Bourbon, connu pour ses sympathies pro-intégristes, les anciens jaïmistes — en particulier les Navarrais —  protestèrent contre une supposée domination des intégristes au sein du carlisme. Cependant, contrairement aux néo-catholiques dans les années 1870, les anciens intégristes suivirent la stratégie carliste globale contre la République sans développer de ligne divergente.
La guerre civile espagnole divisa le carlisme. De façon générale, les anciens intégristes se révélèrent les carlistes les plus fidèles à la branche intransigeante menée par le régent François-Xavier de Bourbon-Parme (Don Javier), peu encline à collaborer avec le franquisme — à la différence des carlistes navarrais — ou avec les prétendants alternatifs — comme Don Juan ou Charles-Pie —,,. La plupart restèrent sceptique face au régime franquiste émergent, que Francisco Estévanez Rodríguez (es) qualifia de « nouvelle Babylone » néo-païenne. L'ancien intégriste Fal Conde continua de diriger la branche majoritaire du carlisme jusqu’en 1955, date à laquelle il se retira de la politique. Le dernier ancien intégriste actif dans l’exécutif carliste fut José Luis Zamanillo, qui jusqu'au début des années 1970 s'opposa aux tendances progressistes au sein du carlisme. Il rejoignit le groupe post-franquiste intransigeant qualifié de « bunker », dont les fondaments théoriques étaient liés à l’intégrisme. Dans sa lutte contre la ligne « socialiste » soutenu par le Parti carliste — fondé en 1970 —, il fut rejoint pendant les années de la Transition démocratique par une génération intermédiaire de théoriciens traditionalistes carlistes associés à la revue Verbo, qui a été qualifiée d’« organe doctrinal de l'intégrisme catholique espagnol », de « liant entre les courants intégristes, traditionalistes et carlistes » depuis sa création en 1962 ou encore d’incarnation du courant théo-conservateur, « le plus extrêmiste » de la droite espagnole. Bien que Francisco Elías de Tejada et Rafael Gambra aient reconnu leur allégeance à envers Mella plutôt qu'à Nocedal et Olazábal, leur vision fondamentaliste de la religion dans la vie publique se rapproche beaucoup de la philosophie intégriste. De même, certains carlistes dissidents ultra-orthodoxes comme Maurici de Sivatte furent étiquetés « intégristes » ou « carlo-intégristes ».

## Programme

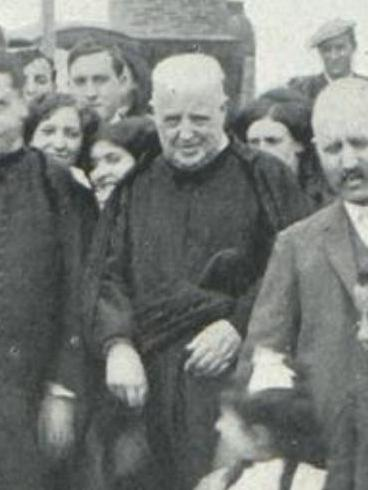
Félix Sardá y Salvany.

Aucune œuvre ne servit d’exposé systématique officiel ou semi-officiel de la doctrine intégriste ; son corpus théorique fut principalement diffusé à travers des articles de presse, celui dénommé « Manifestación de Burgos » étant le plus fréquemment cité,
. Ce qui se rapprocha le plus d’un manuel idéologique est Le libéralisme est un péché (« El liberalismo es pecado »), un opuscule publié en 1884 par Félix Sardá y Salvany. Il s’agissait d’une exposition des enseignements papaux sur le libéralisme, mais présentée sous une forme absolue et intransigeante. Sardá soutenait que, puisque le libéralisme était une hérésie pécheresse, chaque catholique était tenu de le combattre ; « l’on n'est pas intégralement catholique à moins d'être intégralement anti-libéral ». Le livre définit immédiatement le groupe comme un mouvement militant ouvertement anti-libéral cherchant à réintroduire l'unité religieuse dans les objectifs politiques.
L'Espagne médiévale servait généralement d'inspiration ; l'Intégrisme ne cherchait pas à transférer aveuglément les institutions passées, mais plutôt à insuffler leur esprit dans les structures modernes. Le parti rejetait à la fois la monarchie constitutionnelle libérale et l'absolutisme despotique ; son idéal était celui d’un roi qui régnerait et gouvernerait, exerçant ses pouvoirs en accord avec et dans les limites des principes catholiques, et respectant les libertés traditionnelles des corps sociaux composant le pays,,. Cependant, la personne même du roi posait problème. Comme les intégristes ne soutenaient aucun candidat ou même dynastie, leur monarque devint de plus en plus en un être théorique, le mouvement défendant progressivement une « monarchie sans roi ». Au XXe siècle, les intégristes devinrent encore plus ambigus et certains d'entre eux adoptèrent l'accidentalisme, prêts à accepter un projet républicain,.

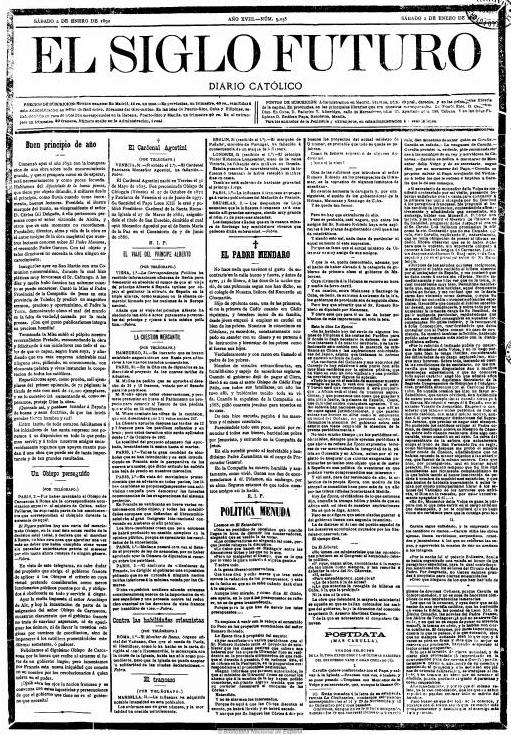
El Siglo Futuro

En termes de représentation politique, les intégristes préféraient l'organicisme ou une organisation corporatiste ; ils envisageaient la société comme un organisme formé de composants établis par la tradition, tels que les familles, les municipalités, les provinces, les institutions ou les corporations professionnelles ; la représentation devait être exercée et canalisée au sein et entre ces corps, par opposition à la représentation exercée par le biais d'élections populaires ; ces dernières, fondées sur la préférence libérale pour les individus, ne faisaient que favoriser l'atomisation de la société. Étant donné que les intégristes considéraient le système parlementaire et le suffrage universel comme incompatible avec une représentation authentique,. L'État lui-même était envisagé comme un cadre vague très général englobant ses composantes hétérogènes ; ses pouvoirs étaient censés être plutôt limités et ne se justifiaient que par des nécessités pratiques basiques. À un moment donné, cette vision hautement régionaliste, attira des militants favorables à l’autonomisme basque.
Les intégristes refusèrent de reconnaître la question sociale en tant que telle et l'abordèrent comme une partie de la question religieuse. Les conflits de classes ou la pauvreté étaient des conséquences inévitables du libéralisme et ne pouvaient être résolus que par une application rigoureuse des principes chrétiens, exercée dans le cadre d'institutions organiques. Le socialisme, bien que considéré comme la barbarie apocalyptique ultime, était considéré comme l'héritier du libéralisme (et de ses branches, le judaïsme et la franc-maçonnerie) et donc le moindre mal des deux. Certains chercheurs affirment que la question sociale distinguait les intégristes des carlistes, critiqués pour leur Manifeste de Morentín ; contenant de vagues références à un éventuel ajustement à venir de la doctrine traditionaliste, les intégristes le qualifièrent de trahison et dévoiement des principes. D'autres affirment que la polémique autour du manifeste fut en réalité un prétexte conçu a posteriori pour justifier la scission.

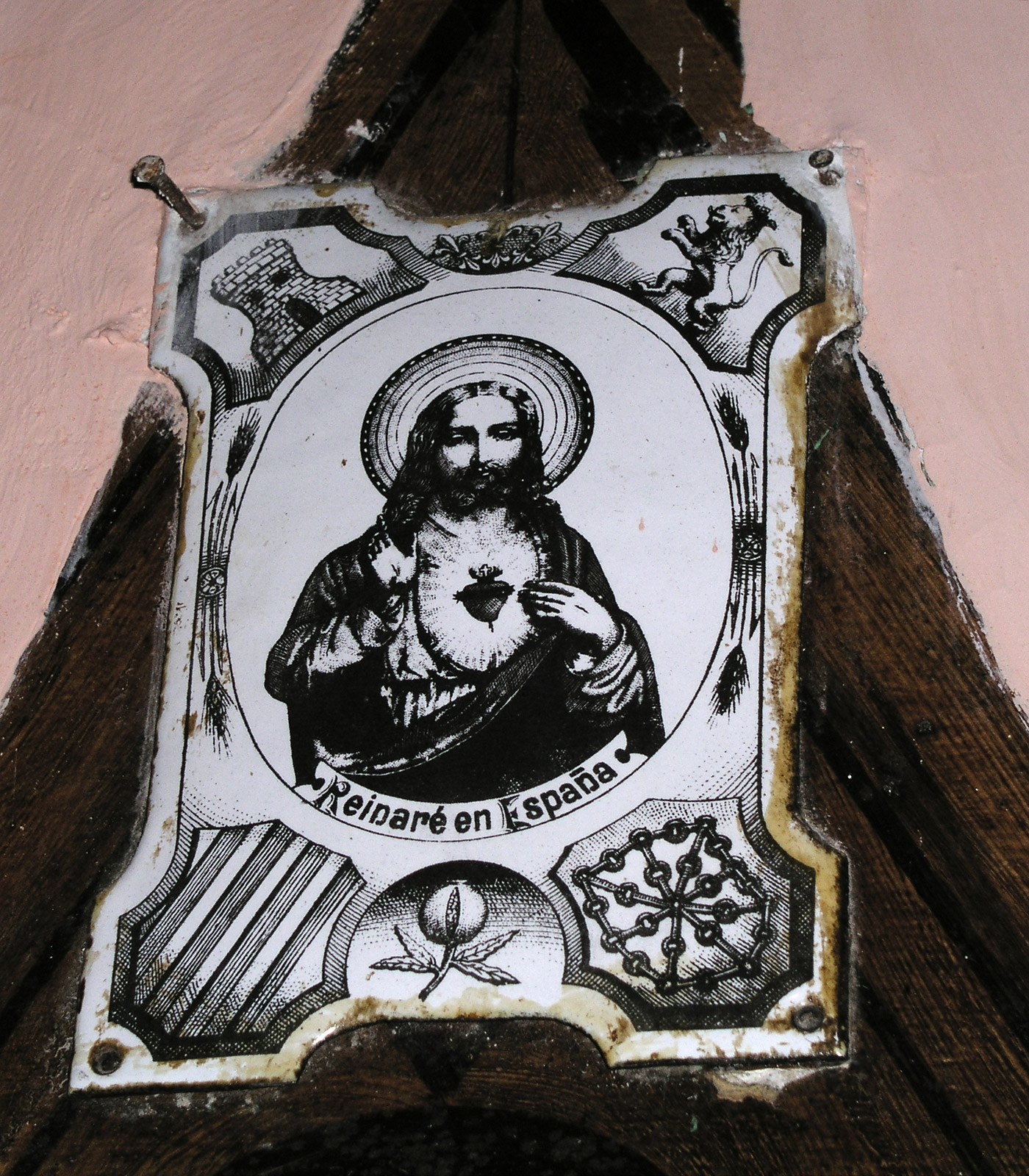
Je règnerai sur l’Espagne, représentation du Christ-Roi, emblème de maison rurale navarraise.

Au cours de sa période d’émergence, l'intégrisme conserva une certaine modération ; ce n'est qu'après la mort d'Aparisi que sa position commença à se radicaliser considérablement. Au fil du temps, l'intégrisme échouant à se réaliser en tant que force politique de premier plan, il se configura progressivement comme un parti de protestation, politiquement situé en marge du système, si bien que sur le plan pratique sa cause devenait désespérée. Tout cela ajouté aux vagues de défections successives, conduisit à un inexorable maximalisme, le parti pouvant se permettre le « luxe » d'être intransigeant. Certains chercheurs notent que son programme évolua progressivement vers le mysticisme, en mettant davantage l'accent sur « le règne de Jésus-Christ » que sur les considérations pratiques de la politique quotidienne,. La propagande intégriste a parfois montré un ton millénariste, affirmant que le jour du jugement était nécessaire avant qu'une véritable Espagne catholique ne renaisse,.
L'analyse de la philosophie politique intégriste repose sur des travaux théoriques ; la question de savoir comment cela se aurait pu se traduire en pratique reste spéculative. Les campagnes électorales fournissent des preuves que les considérations pratiques eurent un effet modérateur sur la vision intégriste, car les juntes locales ont souvent conclu des accords même avec des partis situés à l'autre extrémité du spectre politique. Les études sur les municipalités gouvernées par les intégristes sont rares. Des cas isolés et pas nécessairement représentatifs de politiciens intégristes occupant des postes de pouvoir suggèrent qu'ils étaient des administrateurs très terre à terre ; Juan de Olazábal, en tant que membre de la Députation forale du Guipuscoa, se consacra à des questions telles que le maintien des races bovines régionales, le développement de l'éducation agricole locale et la supervision des services vétérinaires ; il est reconnu pour avoir promu des experts contre des politiciens dogmatiques.

## Relation avec l’Église

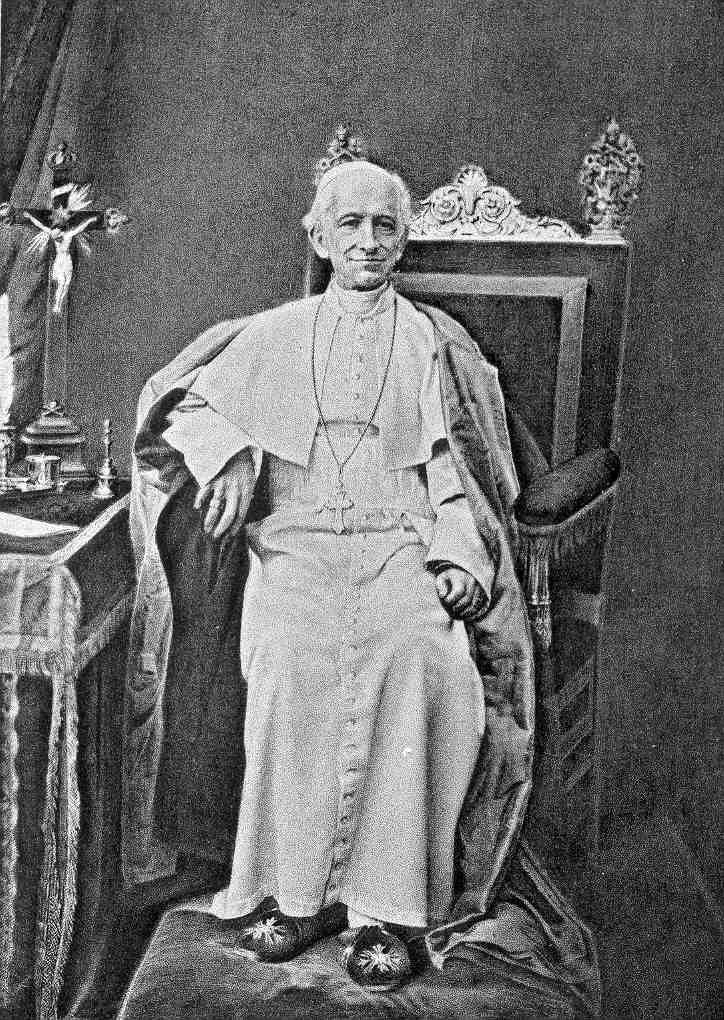
Le pape Léon XIII.

Bien qu’aspirant à être les fils les plus fidèles de l'Église, les relations des intégristes avec la hiérarchie ecclésiastique demeurèrent tendues dès le début. Lorsque les traditionalistes menés par Pidal acceptèrent le projet de Restauration des libéraux-conservateurs comme une possibilité et assumèrent l’idée que les politiques de différentes sensibilités pouvaient se rassembler dans ce cadre et défendre les intérêts de l’Église au prix de compromis doctrinaux, cette ligne reçut la bénédiction de Rome en 1881. Les futurs intégristes s’opposèrent violemment aux pidalistes et avancèrent leur propre interprétation de l'enseignement papal, affirmant que ceux qui acceptaient le principe libéral de la tolérance religieuse s'excluaient eux-mêmes de l'Église. En conséquence, lorsque le Vatican réalisa la charge politique du pèlerinage prévu en 1882, Léon XIII retira sa bénédiction au projet qui dut être abandonné. L'écart entre les deux stratégies catholiques était devenu évident et a parfois débouché sur de la violence, comme à Séville en 1882.
La position conciliante du Saint-Siège lors d'une crise au milieu des années 1880 face au gouvernement Cánovas aliéna davantage encore les intégristes belligérants. Ramón Nocedal expliqua en public les droits que les évêques étaient en droit d'exercer et Francisco Mateos Gago les accusa de laïcisme, si bien que le conflit impliqua rapidement le nonce apostolique,. Lorsque le livre Le libéralisme est un péché fut initialement approuvé par la Congrégation romaine de l'Index, les intégristes avaient crié victoire ; le Vatican fit par la suite marche arrière et nota que bien que doctrinalement correct, l'ouvrage n'était pas nécessairement valide en tant que guide politique, une réserve qui sapait les prétentions de l’ouvrage.,. Bien que les conflits se soient multipliés sur de nombreuses questions, comme en témoigne la controverse sur les fueros au début des années 1890, la ligne de conduite de l'Église était de rester en bons termes avec tous les gouvernements, tandis que l'Intégrisme adoptait de plus en plus une posture opposée au pouvoir en place.
La doctrine Intégriste divisa le clergé espagnol. Alors que la plupart des hiérarques soutenaient l'idée de l'unité catholique en tant que slogan pour servir une approche conciliatrice envers le régime de la Restauration, l'intransigeance était généralisée parmi le bas clergé et certains universitaires, avec des incidents de fermeture de séminaires et de renvoi de professeurs et de séminaristes par les évêques. Parmi les personnalités de l'Église espagnole connues au niveau national, seules quelques-unes comme Sardá y Salvany ou José Roca y Ponsa, sympathisèrent ouvertement avec les intégristes. La plupart des ordres religieux espagnols manifestèrent au moins une certaine sympathie envers eux, ; malgré les controverses croissantes, les jésuites ont ouvertement soutenu l'intégrisme. À partir de 1892, l'ordre commença — de manière erratique dans un premier temps — à réduire son soutien. Le rupture finale vint en 1905, lorsque la Compagnie de Jésus adopta le principe du moindre mal. La missive de 1906 Inter catholicos hispaniae donna l’approbation papale à la ligne suivie par les jésuites et bouleversa personnellement Nocedal,,,,. Olazábal reprit les hostilités contre les jésuites à travers campagne menée contre le père Gonzalo Coloma, qui dura jusqu'en 1913.

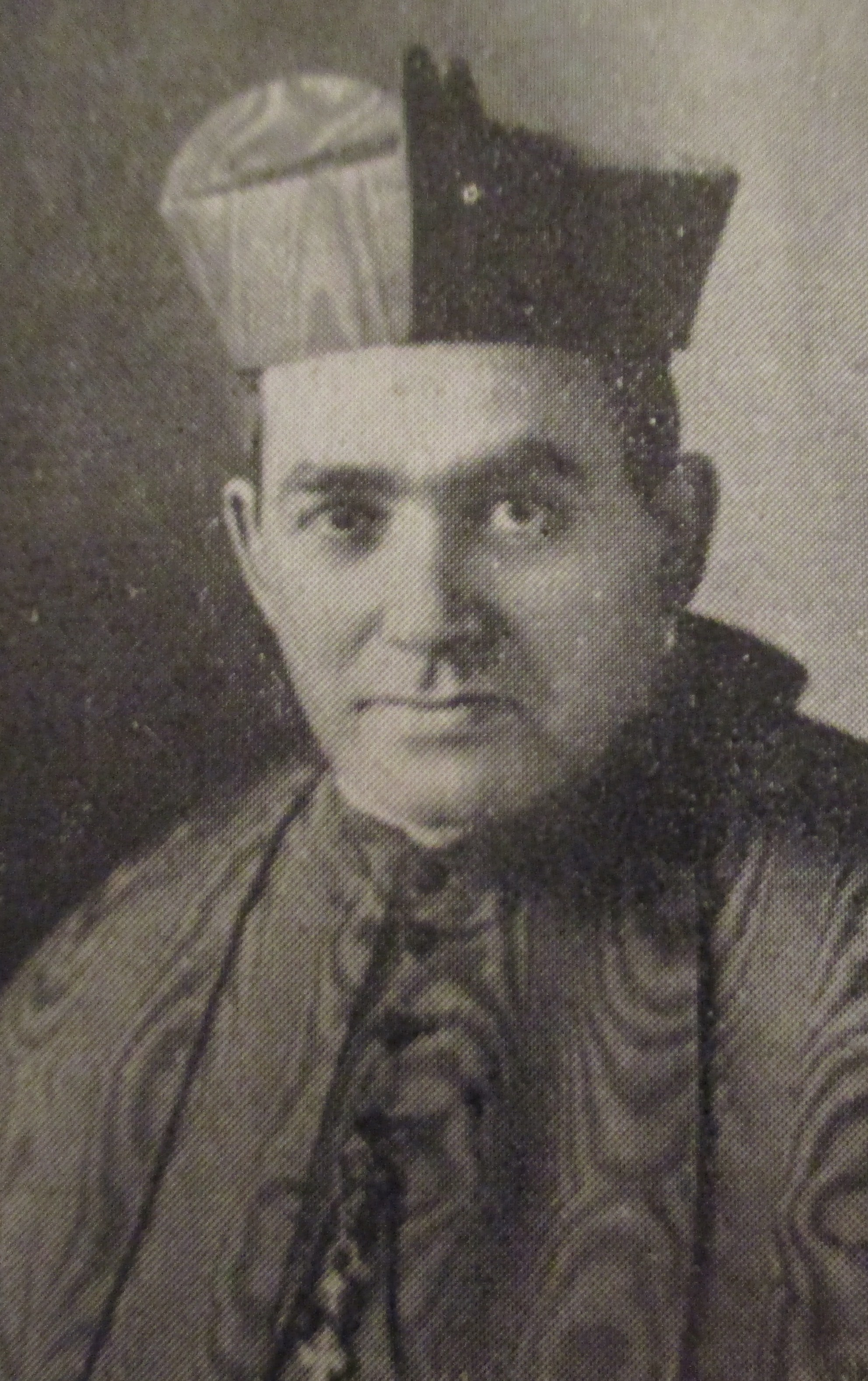
le prélat Segura.

Autour de 1900, la hiérarchie espagnole commença à abandonner sa stratégie traditionnelle consistant à influencer des individus clés au sein de la monarchie libérale et à passer à la mobilisation de masse, portée par de grandes structures populaires et la politique de partis
. Les intégristes, toujours réticents à être l'un des nombreux partis catholiques, méprisaient le format nominalement démocratique de l’action politique et refusaient d'accepter la posture du moindre mal, ; en conséquence, dans les années 1910 et 1920, le Parti catholique national fut totalement submergé par une nouvelle génération d'organisations chrétiennes-démocrates modernes
. En 1919, les intégristes commencèrent une guerre contre une nouvelle tendance, l'émergence du social-catholicisme, ciblant la pensée syndicale d'Arboleya (es), Gafo (es) et López-Dóriga, ; le conflit continua jusqu'à la fin des années 1920. La position officielle de la hiérarchie évolua légèrement en faveur de l'intégrisme en 1927, lorsque Pedro Segura devint le primat. Sa position sur le syndicalisme chrétien et sa vision de la rechristianisation intégrale ressemblaient davantage à un concept typiquement intégriste qu'à une stratégie accidentelle et possibiliste,. Les relations cordiales entre Segura et certains intégristes, en particulier Senante, perdurèrent jusqu'à la fin des années 1950.

## Héritage

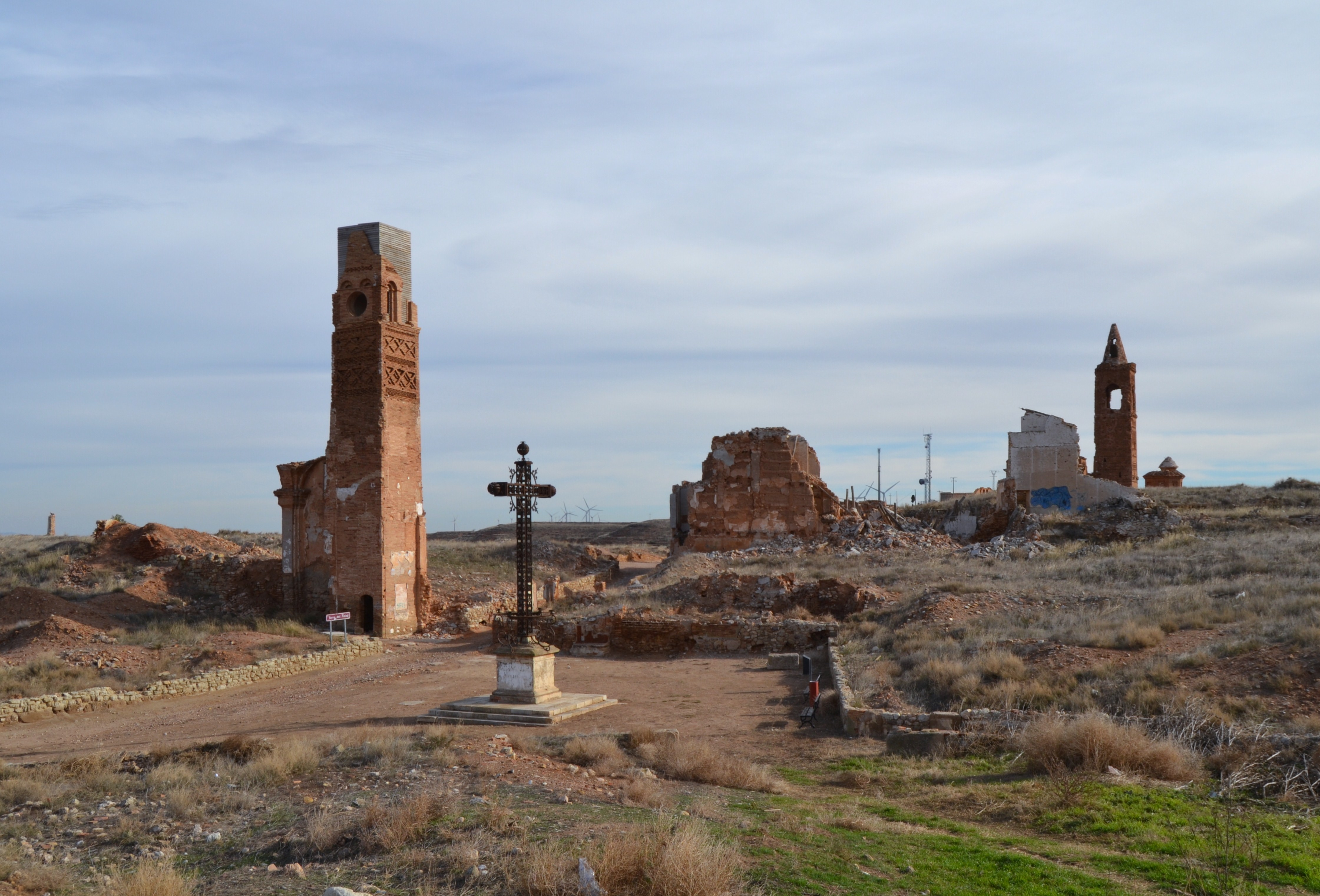
Ancien village de Belchite (Saragosse)

Qu'on le considère comme une branche issue du carlisme, une phase de l'histoire du catholicisme politique militant espagnol
 ou une manifestation locale de l'ultramontanisme européen,,, l'intégrisme espagnol est généralement considéré comme une tendance réactionnaire antidémocratique qui chercha à empêcher la modernisation de l'Espagne. Il existe cependant quelques exceptions ; quelques universitaires soulignent que les intégristes se sont opposés au système de la Restauration corrompu en avançant des revendications démocratiques. D'autres univertaires notent également que certains intégristes ont maintenu leur vision particulière de ce que devait être une véritable démocratie. Son impact réel sur l'histoire du pays reste controversé. Certains universitaires affirment que l'intégrisme constituait un phénomène marginal, déjà anachronique lors de son apparition ; bien qu'il fût témoin de certains débats au sein du catholicisme espagnol, il a rapidement disparu dans les oubliettes de l'histoire. Certains chercheurs affirment que l'intransigeance intégriste et leur insistance à annihiler l'opposition ont durci les divisions idéologiques, alimenté la militance politique agressive et contribué à la politique sectaire des années 1930 . Malgré la position farouchement anti-franquiste de certains anciens intégristes importants, certains affirment que l'intégrisme a connu son triomphe durant l'Espagne franquiste ; ils soulignent que le régime était fondé sur le concept de rechristianisation nationale de la Reconquista et de la croisade, que le national-catholicisme prit le dessus sur le falangisme syndicaliste et que le concordat de 1953 était une « reproduction de l'idéal intégriste ».
Le rôle de l'Intégrisme dans l'histoire de l'Église fait également l'objet de conclusions différentes et même contradictoires. Certains chercheurs voient l'intégrisme comme le produit d'une tendance catholique plus large qui est apparue en Europe dans les années 1870, à la suite du premier concile du Vatican,. D'autres affirment exactement le contraire, à savoir que c'est l'intégrisme espagnol qui a pris une forme universelle en tant que campagne anti-moderniste, promue par Pie X dans les années 1900 ; la plupart des mesures adoptées par le pape découleraient selon ce point de vue des propositions intégristes. L'historiographie catholique officielle présente l'intégrisme sous des termes plutôt ambivalents. On reconnaît au mouvement d'avoir affronté l'excès de libéralisme et revendiqué l'autonomie des laïcs, mais il est critiqué pour avoir mélangé la religion et la politique, pour son intransigeance arrogante et pour avoir divisé les catholiques. Dans l'ensemble, l'intégrisme espagnol est décrit comme contre-productif, affaiblissant plutôt que renforçant l'Église dans le pays. Lorsqu'il est considéré comme faisant partie d'un phénomène plus large, l'Intégrisme est généralement considéré comme une « expression suprême de l’intolérance religieuse et politique », équivalent au fondamentalisme ou au fanatisme.